# Phương diện quân Volkhov
Phương diện quân Volkhov (tiếng Nga: Волховский фронт) là một tổ chức tác chiến chiến lược của Hồng quân Liên Xô trong Thế chiến thứ hai.

## Lịch sử

### Thành lập
Phương diện quân Volkhov được thành lập vào ngày 17 tháng 12 năm 1941, trên cơ sở các đơn vị thuộc cánh trái Phương diện quân Leningrad và các đơn vị thuộc lực lượng dự bị của Bộ Tổng tư lệnh Tối cao (Stavka). Phương diện quân Volkhov được hình thành như một nỗ lực nhằm ngăn chặn bước tiến Cụm Tập đoàn quân Bắc của Wehrmacht nhằm tiêu diệt Leningrad. Các lực lượng của Phương diện quân Volkhov hoạt động ở phía nam Leningrad, với một bên sườn trải bên bờ hồ Ladoga. Đại tướng Kirill Meretskov được chỉ định làm Tư lệnh phương diện quân, Lữ đoàn trưởng (từ 27 tháng 12 năm 1941, được phong quân hàm Thiếu tướng) Grigory Stelmakh làm Tham mưu trưởng.
Biên chế ban đầu của phương diện quân gồm Tập đoàn quân 26 (sau đổi thành Tập đoàn quân xung kích 2) và các tập đoàn quân 4, 52 và 59, tập đoàn quân không quân 14. Tháng 1 năm 1942, Tập đoàn quân 8 vừa được thành lập cũng được bổ sung vào biên chế của phương diện quân. Khi mới thành lập, chiến tuyến của phương diện quân kéo dài 250 km, với ranh giới tiếp giáp các đơn vị bạn là Tập đoàn quân 54 của Phương diện quân Leningrad (sau được nhập vào Phương diện quân Volkhov) và Tập đoàn quân 11 của Phương diện quân Tây Bắc.
Đầu tháng 12 năm 1941, quân Đức đã đánh chia cắt lực lượng của Phương diện quân Leningrad làm hai và tiến hành bao vây phong tỏa Leningrad. Vì vậy, ngay khi thành lập, mục tiêu của Phương diện quân Volkhov là cố gắng đẩy lùi quân Đức về phía Tây, tìm cách nối lại ranh giới trên bộ với Phương diện quân Leningrad. Để làm điều này, tướng Meretskov đã chỉ đạo thực hiện nhiều cuộc nghi binh và sau đó tập kích quân Đức ở các vị trí hiểm yếu.
Trong Chiến dịch tấn công Lyuban, Phương diện quân Volkhov đã mở một cuộc tấn công quy mô lớn hòng đánh bại Tập đoàn quân số 18 của quân Đức và phá vỡ vòng vây của quân Đức đối với thành phố Leningrad. Chiến dịch là sự kết hợp giữa Phương diện quân Volkhov và Phương diện quân Leningrad trên tuyến mặt trận dài 30 km, và một số đơn vị thuộc Phương diện quân Leningrad (bao gồm cả tập đoàn quân 54) được dự kiến là sẽ tham gia chiến dịch. Trong qua trình thực hiện chiến dịch, lực lượng xung kích của Phương diện quân Volkhov là Tập đoàn quân xung kích 2 đã vượt qua sông Volkhov, thu được thành công ban đầu khi xuyên qua được tuyến bảo vệ của Tập đoàn quân 18 của Đức và xâm nhập sâu 70–74 km phía sau tuyến bảo vệ của quân Đức. Tuy nhiên, các đơn vị bạn (gồm các tập đoàn quân 4, 52 và 59, Quân đoàn kỵ binh 13 và các quân đoàn súng trường 4 và 6) đã không tiến theo kịp để hỗ trợ và sau đó đã bị quân Đức chặn đứng. Tập đoàn quân xung kích 2 bị rơi vào vòng vây của quân Đức, tuy nhiên, chỉ đạo từ cấp cao cấm không cho đơn vị này được phép phá vây rút lui. Dưới áp lực của Bộ Tổng tư lệnh tối cao, Phương diện quân Volkhov cố gắng tiếp tục công kích quân Đức nhằm làm giảm áp lực cho lực lượng phòng thủ Leningrad, hòng tìm cơ hội nắm lại trong tay quyền chủ động chiến trường. Tuy nhiên, những cố gắng này chỉ dẫn đến những thiệt hại khủng khiếp không tương xứng với những thành quả khiêm tốn.
Do thất bại trong việc hoàn thành các mục tiêu trong chiến dịch Lyuban, ngày 23 tháng 4 năm 1942, Phương diện quân Volkhov bị Stavka ra quyết định giải thể và tổ chức lại thành Cụm tác chiến Volkhov thuộc Phương diện quân Leningrad, do tướng Mikhail Khozin, Tư lệnh Phương diện quân Leningrad kiêm Tư lệnh Cụm tác chiến.

## Tái lập
Việc giải thể Phương diện quân Volkhov được cho là ý kiến đột xuất của cá nhân Stalin, với lý do thuận tiện trong việc chỉ đạo trên một mặt trận duy nhất. Nhiều tướng lĩnh nhận thấy đây là một ý định sai lầm nhưng không ai dám phản đối.
Thực tế cho thấy quyết định này càng làm khó khăn thêm trong việc chủ động tác chiến. Bộ chỉ huy của Phương diện quân Leningrad phải chỉ huy cùng lúc trên 2 mặt chiến trường. Đặc biệt ở hướng Volkhov, tình hình bi đát của Tập đoàn quân xung kích 2, khi đó do tướng A.A. Vlasov chỉ huy, đang bị quân D(ức vây chặt và có nguy cơ bị tiêu diệt hoàn toàn. Để thoát khỏi tình hình này, ngày 11 tháng 5 năm 1942, tướng Khozin đã gửi một báo cáo cho Tổng tư lệnh tối cao Stalin, trong đó đề xuất một phương án mạo hiểm nhằm hướng Stalin cho phép ngừng tấn công, đồng thời rút Tập đoàn quân xung kích 2 ra khỏi vòng vây. Theo đó, Tập đoàn quân xung kích 2 sẽ rút về hướng mỏm lồi Lyuban nhưng không rút hoàn toàn khỏi đó, đồng thời các đơn vị khác sẽ thực hiện các cuộc tấn công củng cố và mở rộng bàn đạp, chuẩn bị cho các hoạt động tiếp theo để phá vỡ vòng phong tỏa Leningrad trên một mặt trận khác. Tuy nhiên, Stavka đã đưa ra một quyết định cực đoan hơn và vào ngày 12 tháng 5, tướng Khozin đã nhận được lệnh miệng chuẩn bị rút toàn bộ Tập đoàn quân xung kích 2 khỏi mỏm lồi Lyuban. Cùng ngày, tướng Khozin, trên cương vị Tư lệnh phương diện quân Leningrad, đã ra lệnh sơ bộ rút Tập đoàn quân xung kích 2 ra khỏi vòng vây. Ngày 14 tháng 5 năm 1942, Stavka ra chỉ thị số 170379, xác nhận quyết định sơ tán hoàn toàn Tập đoàn quân xung kích 2 khỏi mỏm lồi và chỉ giữ lại đầu cầu trên sông Volkhov. Lệnh rút cuối cùng cũng được đưa ra, nhưng đã quá trễ. Với lực lượng đã quá suy yếu, cộng với công tác tổ chức rút quân kém, trừ một số ít đơn vị thoát vây được, hầu hết lực lượng của Tập đoàn quân xung kích 2 vẫn bị vây chặt. Với thất bại trong việc rút Tập đoàn quân xung kích 2 ra khỏi vòng vây, ngày 8 tháng 6 năm 1942, tướng Khozin bị cách chức với lý do "Vì đã không tuân theo lệnh của Stavka về việc rút quân kịp thời và nhanh chóng Tập đoàn quân xung kích 2, vì các phương pháp chỉ huy và kiểm soát, tách khỏi quân đội, do đó kẻ thù đã cắt đứt liên lạc của Tập đoàn quân xung kích 2 và sau đó bị đặt vào tình huống cực kỳ khó khăn."
Cũng trong ngày 8 tháng 6 năm 1942, Phương diện quân Volkhov được tái lập. Stalin ngay lập tức đã ra lệnh cho Tư lệnh phương diện quân, tướng Meretskov và quyền Tổng tham mưu trưởng A.M. Vasilyevsky phải thực hiện việc rút Tập đoàn quân xung kích 2 ra khỏi vòng vây, ngay cả khi không mang theo được vũ khí và thiết bị hạng nặng. Tuy nhiên, kế hoạch hoàn toàn thất bại, Tập đoàn quân xung kích 2 gần như bị tiêu diệt hoàn toàn, Tư lệnh tập đoàn quân, tướng Vlasov bị quân Đức bắt làm tù binh vào ngày 6 tháng 7 năm 1942.

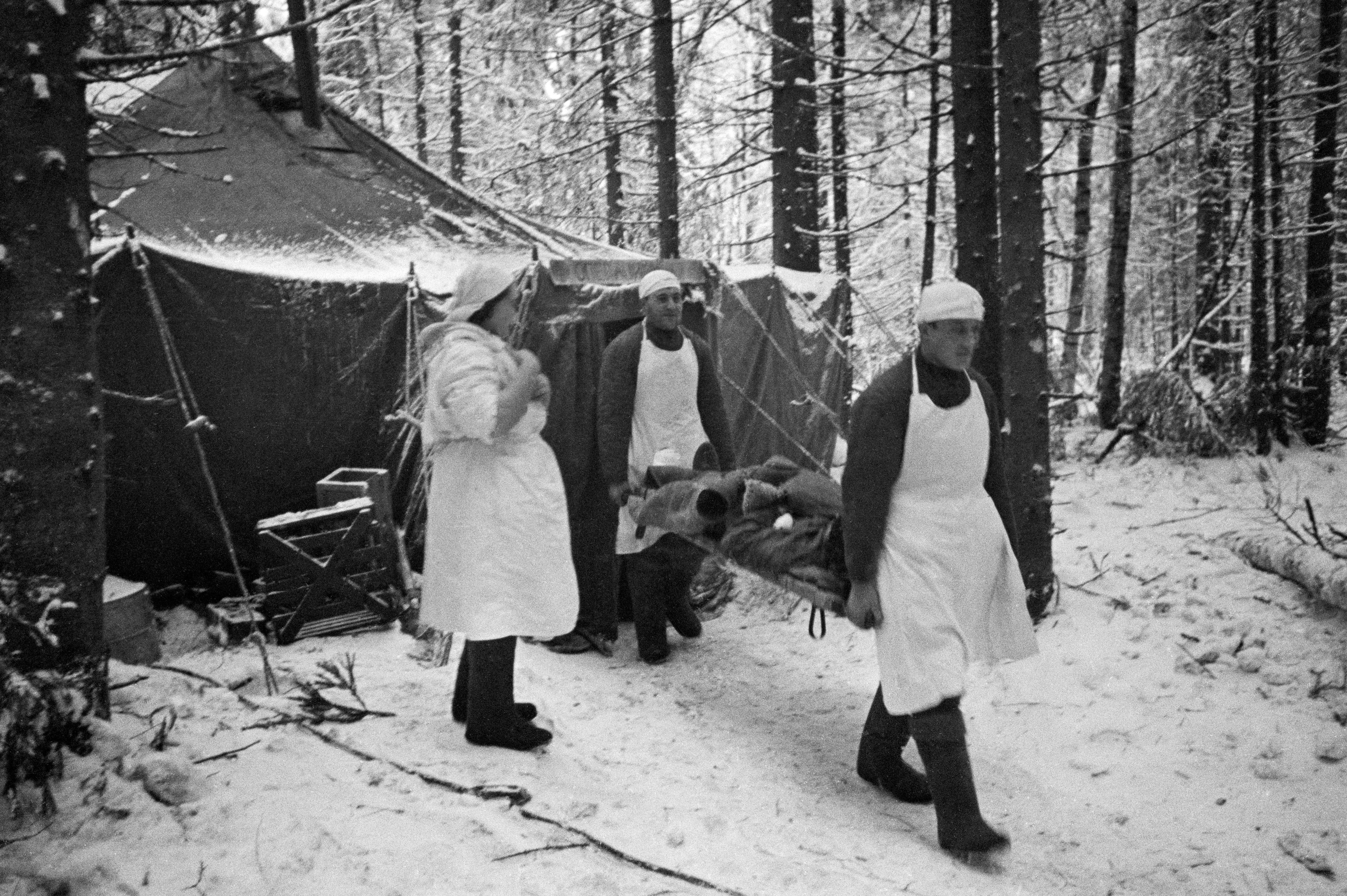
Bệnh viện dã chiến, Phương diện quân Volkhov, tháng 1 năm 1943, ảnh của Anatoly Garanin.

Trong những tháng cuối của năm 1942, đối tượng tác chiến chính của Phương diện quân Volkhov là Tập đoàn quân 11 của Đức, đến thay chân cho Tập đoàn quân 18 vốn đã bị thiệt hại nặng. Đầu năm 1943, phương diện quân tham gia chiến dịch Tia Lửa (Операция Искра) nhằm phá vỡ vòng vây của phát xít Đức và thiết lập một "hành lang" tiếp vận bằng đường bộ cho thành phố Leningrad tại khu vực được gọi là "cổ chai" Shlisselburg nằm ở bờ Tây Nam hồ Ladoga. Lực lượng chủ lực của phương diện quân tham gia chiến dịch chính là Tập đoàn quân xung kích số 2 được tổ chức lại. Lần này, Hồng quân Liên Xô đã thành công và vòng vây đối với Leningrad bị phá vỡ. Một hành lang đường bộ bên bờ Tây của hồ Ladoga với chiều rộng chừng 8 kilômét (5,0 mi)-10 kilômét (6,2 mi) đã được nối liền từ Leningrad ra bên ngoài, tăng cườn năng lực tiếp vận, giúp thành phố phòng thủ hiệu quả trước quân Đức cho đến đầu năm 1944.
Ngày 14 tháng 1 năm 1944, chiến dịch Leningrad-Novgorod mở màn. Phương diện quân Volkhov đảm trách nhiệm vụ tấn công trên hướng Novogord-Luga. Đến ngày 12 tháng 2, các tập đoàn quân 67 (Phương diện quân Leningrad) và 59 (Phương diện quân Volkhov) đã giải phóng Luga. Sau khi nhiệm vụ Luga hoàn thành, ngày 13 tháng 2 năm 1944, Đại bản doanh ra Chỉ thị số 220023 giải tán Phương diện quân Volkhov. Các tập đoàn quân số 54, 59 và 8 được chuyển giao cho Phương diện quân Leningrad. Tập đoàn quân xung kích số 1 được trả về cho Phương diện quân Pribaltic 2. Bộ chỉ huy Phương diện quân được chuyển về lực lượng dự bị của Đại bản doanh.

## Lãnh đạo phương diện quân

### Tư lệnh
| STT | Ảnh | Họ tên         | Thời gian sống | Thời gian tại nhiệm            | Cấp bậc tại nhiệm | Ghi chú                    |
| --- | --- | -------------- | -------------- | ------------------------------ | ----------------- | -------------------------- |
| 1   |     | K.A. Meretskov | 1897 - 1968    | tháng 12, 1941 - tháng 4, 1942 | Đại tướng (1940)  |                            |
|     |     |                |                |                                |                   |                            |
| 2   |     | K.A. Meretskov | 1897 - 1968    | tháng 6, 1942 - tháng 2, 1944  | Đại tướng (1940)  | Nguyên soái Liên Xô (1944) |

### Ủy viên Hội đồng quân sự
| STT | Ảnh                                | Họ tên           | Thời gian sống | Thời gian tại nhiệm            | Cấp bậc tại nhiệm                            | Ghi chú                                                               |
| --- | ---------------------------------- | ---------------- | -------------- | ------------------------------ | -------------------------------------------- | --------------------------------------------------------------------- |
| 1   |                                    | A.I. Zaporozhets | 1899 - 1959    | tháng 12, 1941 - tháng 4, 1942 | Chính ủy Tập đoàn quân bậc 1 (1941)          |                                                                       |
|     |                                    |                  |                |                                |                                              |                                                                       |
| 2   |                                    | A.I. Zaporozhets | 1899 - 1959    | tháng 4, 1942 - tháng 10, 1942 | Chính ủy Tập đoàn quân bậc 1 (1941)          | Bị giáng cấp Chính ủy Quân đoàn tháng 10 năm 1942. Trung tướng (1942) |
| 3   |                                    | L.Z. Mekhlis     | 1889 - 1953    | tháng 10, 1942 - tháng 4, 1943 | Chính ủy Quân đoàn (1942) Trung tướng (1942) | Thượng tướng (1944)                                                   |
| 4   | Tập tin:Штыков, Терентий Фомич.jpg | T.F. Shtykov     | 1907 - 1964    | tháng 4, 1943 - tháng 2, 1944  | Thiếu tướng (1942) Trung tướng (1943)        | Thượng tướng (1944)                                                   |

### Tham mưu trưởng
| STT | Ảnh                               | Họ tên         | Thời gian sống | Thời gian tại nhiệm            | Cấp bậc tại nhiệm                        | Ghi chú                                              |
| --- | --------------------------------- | -------------- | -------------- | ------------------------------ | ---------------------------------------- | ---------------------------------------------------- |
| 1   |                                   | G.D. Stelmakh  | 1900 - 1942    | tháng 12, 1941 - tháng 4, 1942 | Lữ đoàn trưởng (1935) Thiếu tướng (1941) |                                                      |
|     |                                   |                |                |                                |                                          |                                                      |
| 2   |                                   | G.D. Stelmakh  | 1900 - 1942    | tháng 6, 1942 - tháng 10, 1942 | Thiếu tướng (1941)                       | Hy sinh trên chiến trường ngày 21 tháng 12 năm 1942. |
| 3   |                                   | M.N. Sharokhin | 1898 - 1974    | tháng 10, 1942 - tháng 6, 1943 | Trung tướng (1942)                       | Thượng tướng (1945)                                  |
| 4   | Tập tin:Озеров Фёдор Петрович.jpg | F.P. Ozerov    | 1899 - 1971    | tháng 6, 1943 - tháng 2, 1944  | Thiếu tướng (1941) Trung tướng (1943)    |                                                      |

## Biên chế chủ lực

### 1 tháng 1 năm 1942
- Tập đoàn quân xung kích 2
- Tập đoàn quân 4
- Tập đoàn quân 52
- Tập đoàn quân 59

### 1 tháng 7 năm 1942
- Tập đoàn quân xung kích 2
- Tập đoàn quân 4
- Tập đoàn quân 8
- Tập đoàn quân 52
- Tập đoàn quân 54
- Tập đoàn quân 59

### 1 tháng 10 năm 1942
- Tập đoàn quân xung kích 2
- Tập đoàn quân 4
- Tập đoàn quân 8
- Tập đoàn quân 52
- Tập đoàn quân 54
- Tập đoàn quân 59
- Tập đoàn quân không quân 14

### 1 tháng 7 năm 1943
- Tập đoàn quân 4
- Tập đoàn quân 8
- Tập đoàn quân 54
- Tập đoàn quân 59
- Tập đoàn quân không quân 14

### 1 tháng 10 năm 1943
- Tập đoàn quân 4
- Tập đoàn quân 8
- Tập đoàn quân 54
- Tập đoàn quân 59
- Tập đoàn quân không quân 14

### 1 tháng 1 năm 1944
- Tập đoàn quân 8
- Tập đoàn quân 54
- Tập đoàn quân 59
- Tập đoàn quân không quân 14